# Équipe d'Australie de football à la Coupe des confédérations 2001
L'équipe d'Australie de football participe à sa 2e Coupe des confédérations lors de l'édition 2001 qui se tient au Japon et en Corée du Sud, du 31 mai au 10 juin 2001. Elle se rend à la compétition en tant que vainqueur de la Coupe d'Océanie 2000.

## Résumé
Surprise de la compétition, l'Australie commence par battre la déception mexicaine du tournoi puis surprend une équipe de France remaniée avant de se voir dominé par la Corée du Sud mais gagner sa qualification au second tour tout de même. Dans le match pour la troisième place, les Océaniens prennent le dessus sur des Brésiliens sans âme.
En dominant en l'espace d'une semaine les deux derniers finalistes de la Coupe du monde, la France et le Brésil (1-0 par deux fois), l'Australie marque les esprits. Privé de certains titulaires évoluant en Europe (Viduka, Kewell ...), les Socceroos emmenés par Frank Farina, ancien attaquant de Lille et Strasbourg, décrochent la troisième place à la surprise générale. Les joueurs des antipodes évoluent avec un jeu direct et physique. Toutefois, quelques-uns montrent un potentiel insoupçonné au plus haut niveau, tels le capitaine Paul Okon, le gardien Mark Schwarzer et l'attaquant Clayton Zane, révélation du tournoi.

## Résultats

### Phase de groupe
|   | Équipe       | Pts | J | G | N | P | BP | BC | Diff |
| - | ------------ | --- | - | - | - | - | -- | -- | ---- |
| 1 | France       | 6   | 3 | 2 | 0 | 1 | 9  | 1  | +8   |
| 2 | Australie    | 6   | 3 | 2 | 0 | 1 | 3  | 1  | +2   |
| 3 | Corée du Sud | 6   | 3 | 2 | 0 | 1 | 3  | 6  | -3   |
| 4 | Mexique      | 0   | 3 | 0 | 0 | 3 | 1  | 8  | -7   |

| 30 mai 2001   | Australie    | 2 | 0 | Mexique   |
| 1er juin 2001 | Australie    | 1 | 0 | France    |
| 3 juin 2001   | Corée du Sud | 1 | 0 | Australie |

| 30 mai 2001                       | Mexique | 0 - 2 | Australie              | Suwon World Cup Stadium, Suwon                    |                                                   |
| 19:30 · Historique des rencontres |         |       | Murphy 18e · Skoko 54e | Spectateurs : 6 232 Arbitrage : Felix Tangawarima | Spectateurs : 6 232 Arbitrage : Felix Tangawarima |
| 19:30 · Historique des rencontres | Rapport |       |                        | Spectateurs : 6 232 Arbitrage : Felix Tangawarima | Spectateurs : 6 232 Arbitrage : Felix Tangawarima |

| 1er juin 2001                     | Australie | 1 - 0 | France | Daegu World Cup Stadium, Daegu                 |                                                |
| 17:00 · Historique des rencontres | Zane 60e  |       |        | Spectateurs : 44 400 Arbitrage : Carlos Batres | Spectateurs : 44 400 Arbitrage : Carlos Batres |
| 17:00 · Historique des rencontres | Rapport   |       |        | Spectateurs : 44 400 Arbitrage : Carlos Batres | Spectateurs : 44 400 Arbitrage : Carlos Batres |

| 3 juin 2001                       | Corée du Sud       | 1 - 0 | Australie | Suwon World Cup Stadium, Suwon              |                                             |
| 19:30 · Historique des rencontres | Hwang Sun-hong 25e |       |           | Spectateurs : 42 754 Arbitrage : Óscar Ruiz | Spectateurs : 42 754 Arbitrage : Óscar Ruiz |
| 19:30 · Historique des rencontres | Rapport            |       |           | Spectateurs : 42 754 Arbitrage : Óscar Ruiz | Spectateurs : 42 754 Arbitrage : Óscar Ruiz |

### Demi-finale
| 7 juin 2001                       | Japon | 1 - 0   | Australie | Yokohama International Stadium, Yokohama          |                                                   |
| 17:00 · Historique des rencontres | Nakata 43e |         | | Spectateurs : 48 699 Arbitrage : Benito Archundia | Spectateurs : 48 699 Arbitrage : Benito Archundia |
| 17:00 · Historique des rencontres | Rapport |         | | Spectateurs : 48 699 Arbitrage : Benito Archundia | Spectateurs : 48 699 Arbitrage : Benito Archundia |
| 17:00 · Historique des rencontres | Kawaguchi - Matsuda, Morioka ( 22e Uemura), K.Nakata - Nishizawa ( 80e Morishima), Inamoto, H.Nakata Toda, Hato - Ono ( 55e Hattori), Suzuki 56e | Équipes | Schwarzer - Muscat, Moore 87e, 88e, Okon, T.Vidmar 66e - Popovic 42e, Lazaridis, Zdrilic ( 71e Thompson) - Bresciano ( 60e Sterjovski), Corica, Chipperfield 14e ( 60e Aloisi) | Spectateurs : 48 699 Arbitrage : Benito Archundia | Spectateurs : 48 699 Arbitrage : Benito Archundia |

### Match pour la3eplace
| 9 juin 2001                       | Australie | 1 - 0   | Brésil | Munsu Cup Stadium, Ulsan                      |                                               |
| 19:00 · Historique des rencontres | Murphy 84e |         | | Spectateurs : 28 520 Arbitrage : Hellmut Krug | Spectateurs : 28 520 Arbitrage : Hellmut Krug |
| 19:00 · Historique des rencontres | Rapport |         | | Spectateurs : 28 520 Arbitrage : Hellmut Krug | Spectateurs : 28 520 Arbitrage : Hellmut Krug |
| 19:00 · Historique des rencontres | Schwarzer - T.Vidmar, Popovic, Skoko ( 71e Bresciano), Lazaridis - Zdrilic, Horvat, Corica ( 61e Sterjovski), Zane - Murphy, Chipperfield | Équipes | Dida - Zé Maria, Edmílson, Caçapa, Leo - Magno Alves, Ramon, Carlos Miguel ( 66e Julio Baptista), Rochemback ( 91e Leandro) - Vampeta, Washington | Spectateurs : 28 520 Arbitrage : Hellmut Krug | Spectateurs : 28 520 Arbitrage : Hellmut Krug |

## Effectif
Sélectionneur :  Émerson Leão
| No. | Pos.      | Joueur             | Date de naissance et âge | Sélec. | Club                    |
| --- | --------- | ------------------ | ------------------------ | ------ | ----------------------- |
| 1   | Gardien   | Mark Schwarzer     | 6 octobre 1972           |        | Middlesbrough FC        |
| 2   | Défenseur | Kevin Muscat       | 7 août 1973              |        | Wolverhampton Wanderers |
| 3   | Défenseur | Craig Moore        | 12 décembre 1975         |        | Rangers FC              |
| 4   | Milieu    | Paul Okon          | 5 avril 1972             |        | Middlesbrough FC        |
| 5   | Défenseur | Tony Vidmar        | 4 juillet 1970           |        | Rangers FC              |
| 6   | Défenseur | Tony Popovic       | 4 juillet 1973           |        | Sanfrecce Hiroshima     |
| 7   | Milieu    | Stan Lazaridis     | 7 septembre 1972         |        | Birmingham City         |
| 8   | Milieu    | Josip Skoko        | 16 août 1975             |        | Racing Genk             |
| 9   | Attaquant | John Aloisi        | 5 février 1976           |        | Coventry City           |
| 10  | Milieu    | Brett Emerton      | 22 février 1979          |        | Feyenoord Rotterdam     |
| 11  | Attaquant | David Zdrilic      | 13 avril 1974            |        | SpVgg Unterhaching      |
| 12  | Gardien   | Clint Bolton       | 22 août 1975             |        | Sydney Olympic FC       |
| 13  | Milieu    | Marco Bresciano    | 11 février 1980          |        | Empoli Football Club    |
| 14  | Défenseur | Shaun Murphy       | 5 novembre 1970          |        | Sheffield United        |
| 15  | Défenseur | Hayden Foxe        | 23 juin 1977             |        | West Ham United         |
| 16  | Défenseur | Steve Horvat       | 3 avril 1971             |        | Melbourne Knights       |
| 17  | Milieu    | Steve Corica       | 24 mars 1973             |        | Sanfrecce Hiroshima     |
| 18  | Milieu    | Scott Chipperfield | 30 décembre 1975         |        | Wollongong Wolves       |
| 19  | Milieu    | Aurelio Vidmar     | 3 février 1967           |        | Adélaïde Force          |
| 20  | Attaquant | Clayton Zane       | 12 juillet 1977          |        | Lillestrøm SK           |
| 21  | Attaquant | Archie Thompson    | 23 octobre 1978          |        | Marconi                 |
| 22  | Attaquant | Mile Sterjovski    | 21 mai 1979              |        | Lille OSC               |
| 23  | Gardien   | Frank Juric        | 28 octobre 1973          |        | Bayer Leverkusen        |

## Navigation